# Sideroblastna anemija
Sideroblastna anemija je vrsta slabokrvnosti, pri kateri se pojavljajo sideroblasti (rdeče krvničke z vidnimi zrnci železa) v kostnem mozgu. Vzrok je bodisi prirojena motnja bodisi mielodisplastični sindrom. Pri sideroblastni anemiji železa v telesu ne primanjkuje, je pa motena njegova vgradnja v hemoglobin in s tem sposobnost rdečih krvničk za vezavo kisika.
Sideroblasti so netipični eritroblasti (predhodniki zrelih rdečih krvničk) z nenormalnim jedrom in zrnci nakopičenega železa v mitohondrijih v bližini jedra.

## Podvrste
Sideroblastne anemije so običajno razvrščene v podskupine glede na vzrok: 
- Prirojena oziroma dedna sideroblastna anemija (zaradi okvare na kromosomu X ali na avtosomu)

| Ime                                                               | Okvarjeni gen | OMIM   |
| ----------------------------------------------------------------- | ------------- | ------ |
| S kromosomom X povezana sideroblastna anemija (XLSA)              | ALAS2         | 300751 |
| Sideroblastna anemija s spinocerebralno ateksijo (ASAT)           | ABCB7         | 301310 |
| Na piridoksin neodzivna avtosomna recesivna sideroblastna anemija | SLC25A38      | 205950 |
| Na piridoksin odzivna sideroblastna anemija                       | ?             | 206000 |

S sideroblastno anemijo se povezujejo tudi napake na genu GLRX5.
- Pridobljena ali sekundarna sideroblastna anemija nima prirojenega vzroka.

## Simptomi
Simptomi pri sideroblastni anemiji so kožna bledica, utrujenost, omotica ter povečana jetra in vranica. Zaradi kopičenja železa v organih lahko nastopijo srčne bolezni, poškodbe jeter in odpoved ledvic.

## Vzroki
Primarni patofiziološki vzrok je motena tvorba molekule hema, katerega sinteza poteka deloma v mitohondrijih. Posledično se železo nalaga v obliki depozitov v mitohondrijih, ki tvorijo viden obroč okoli celičnega jedra razvijajočih se rdečih krvničk. Včasih je ta motnja le stopnja v razvoju splošne bolezni kostnega mozga, ki lahko navsezadnje vodi v levkemijo.
Možni vzroki motene porabe železa v sintezi hemoglobina so:
- toksini: zastrupitev s svincem ali cinkom
- zdravila: izoniazid, kloramfenikol, cikloserin
- alkohol
- prehranski vzroki: pomanjkanje piridoksina (vitamina B6) ali bakra
- prirojene motnje: pomanjkanje ALA-sintaze (motnja na kromosomu X, genu ALAS2)[6]

## Diagnoza
V kostnem mozgu se nahajajo sideroblasti z značilnimi obročastimi jedri.
Bolnik je zmerno do hudo slabokrven. Značilni sta anizocitoza in poikilocitoza. Prisotna so Pappenheimerjeva telesca. Povprečni korpuskularni volumen eritrocita je lahko zmanjšan (v tem primeru gre za mikrocitno anemijo). Širina porazdelitve eritrocitov po velikosti je povečana, histogram je pomaknjen v levo. Bele krvničke in krvne ploščice so normalne. V kostnem mozgu je prisotna eritroidna hiperplazija; zorenje eritrocitov je zavrto.
Več kot 40 % zorečih eritrocitov predstavljajo sideroblasti. Serumska koncentracija železa, delež saturacije in feritin so povišani. Skupna sposobnost vezave železa je normalna ali povišana, hemosiderin v kostnem mozgu je povišan.

### Laboratorijski izvid
- vrednost feritina: povišana
- skupna sposobnost vezave železa: normalna ali povišana
- hematokrit: 20–30 %
- vrednost železa v serumu: visoka
- visoka saturacija transferina
- povprečni korpuskularni volumen eritrocita: normalen ali zmanjšan

## Zdravljenje
V nekaterih primerih je anemija tako huda, da je potrebna transfuzija krvi. Bolniki se običajno ne odzivajo na zdravljenje z eritropoetinom. V nekaterih primerih so poročali o izboljšanju ob uporabi srednjih do visokih odmerkov piridoksina (vitamina B6). Pri zelo hudi obliki sideroblastne anemije obstaja tudi možnost presaditve krvnega mozga, vendar o uspehu takega zdravljenja ni veliko podatkov. Desferioksamin se daje pri preprečevanju prekomernega povišanja železa v organizmu zaradi transfuzij.